# Bradley (Cheshire)
Bradley is een civil parish in het bestuurlijke gebied Cheshire West and Chester, in het Engelse graafschap Cheshire met 61 inwoners.